# Inverurie
Inverurie (gael. Inbhir Uaraidh) – miasto w Szkocji, w hrabstwie Aberdeenshire, oddalone o 25 km od Aberdeen. Około 10 760 mieszkańców. Przez miasto przekływa rzeka Ury, która na południowym krańcu miasta, wpływa do rzeki Don. Nazwa "Inverurie" pochodzi od gaelickiego Inbhir  Uaraidh/Ùraidh (Ujście (rzeki) Ury).